# Nagano (opera)
Nagano (2004) je česká opera, kterou napsal Martin Smolka (hudba) a Jaroslav Dušek (libreto). Světová premiéra se uskutečnila 8. dubna 2004 ve Stavovském divadle v Praze. Inscenaci režíroval Ondřej Havelka.
Opera pojednává o vítězství českých hokejistů na Zimních olympijských hrách v Naganu v roce 1998. Má tři dějství jako hokejový zápas (resp. tři třetiny a prodloužení), první dějství se odehrává v šatně a v posilovně, druhé zaznamenává hokejová utkání a ve třetím jsou udíleny medaile. Hlavní postavou opery je brankář Milan Hnilička, který – jakožto třetí brankář – na olympijském turnaji vůbec nenastoupil. V opeře také vystupují další hokejisté, rodiče Milana Hniličky, kteří sledují turnaj v televizi, ale i Václav Havel, Jaroslav Hašek či Josef Švejk.
Scénu a kostýmy vytvořil Bořek Šípek, orchestr Národního divadla dirigoval Jan Chalupecký. Choreografem inscenace byl Martin Vraný.

## Postavy a obsazení
| Václav Sibera   | Milan Hnilička                   |
| Aleš Briscein   | Jaromír Jágr                     |
| Zoltán Korda    | kapitán Růžička                  |
| Jan Mikušek     | Dominik Hašek                    |
| Luděk Vele      | trenér Hlinka i spisovatel Hašek |
| Bohuslav Maršík | Hniličkův otec                   |
| Lenka Šmídová   | Hniličkova matka                 |

## Recenze
- Lidové noviny, 10. dubna 2004[2]